# Kuning Abadi
Kuning Abadi is een bestuurslaag in het regentschap Aceh Tenggara van de provincie Atjeh, Indonesië. Kuning Abadi telt 452 inwoners (volkstelling 2010).